# Marshall Johnston
Marshall Lawrence Johnston, född 6 juni 1941 i Birch Hills i Saskatchewan, är en kanadensisk före detta ishockeyspelare.
Johnston blev olympisk bronsmedaljör i ishockey vid vinterspelen 1968 i Grenoble, som kapten för Kanadas landslag. Han ingick i det kanadensiska amatörlandslag som erhöll brons även vid VM 1966 och 1967. Det lag han spelade skulle även vunnit brons vid OS 1964, men då ändrade IIHF på reglerna för hur målskillnad skulle värderas just före medaljceremonin[källa behövs], med påföljd att Tjeckoslovakien tilldelades bronset istället.